# David Alden
David Alden (* 1949 in New York City) ist ein Opernregisseur, der für seine postmodernen Operninszenierungen bekannt ist. Vereinzelt hat er auch als Filmregisseur gearbeitet.
Er ist der Zwillingsbruder des gleichfalls als Opernregisseur tätigen Christopher Alden. Beide Brüder haben in ihrer Karriere ein ähnliches Repertoire abgedeckt. Während aber Christopher in seinen Inszenierungen mehr Gewicht auf die emotionale Bandbreite seiner Charaktere legt, sind die Protagonisten bei David Alden stärker karikiert und seine Produktionen weitaus stärker politisch geprägt. Ein weiterer Unterschied zwischen den Brüdern ist, dass der Schwerpunkt von David Aldens Arbeit mehr in Europa liegt. Mit Sir Peter Jonas verband ihn eine enge Zusammenarbeit über mehr als zwanzig Jahre sowohl bei der English National Opera als auch an der Bayerischen Staatsoper.

## Anfänge
David Alden und sein eineiiger Zwillingsbruder Christopher wurden in einer eng mit dem Broadway verbundenen Show-Business-Familie geboren. Ihr Vater war der Bühnenautor Jerome Alden, ihre Mutter die Tänzerin Barbara Gaye, die in den ersten Produktionen von On the Town und Annie Get Your Gun mit Ethel Merman tanzte. Mit acht Jahren hörten sie zu Hause Schallplatten mit Operetten von Gilbert und Sullivan, und als Teenager kauften sie häufig Stehplatzkarten in der Metropolitan Opera. Im Alter von dreizehn Jahren hatten sich beide entschieden, Opernregisseur zu werden.
David studierte an der University of Pennsylvania und begann seinen Weg als Regisseur (wie sein Bruder) an der Opera Omaha. 1976 reiste er nach Europa, wo er die Opernregie im Stil von Giorgio Strehler, Harry Kupfer, Hans Neuenfels und Ruth Berghaus kennenlernte. Diese Generation von Regisseuren setzten die Tradition des Expressionismus und insbesondere Bertolt Brechts fort. Für Alden enthüllte diese Begegnung intensive Leidenschaften, die er schon lange im Musiktheater umsetzen wollte. Seine erste europäische Produktion war Rigoletto an der Scottish Opera in den späten Siebzigerjahren, die von der Kritik angegriffen wurde, denn es war, wie Alden sagt, für diesen Stil „in England noch sehr früh, einen Stil, mit dem ich versucht hatte, das Publikum direkt anzusprechen, und auf der Bühne Leidenschaftlichkeit und Schizophrenie darzustellen.“
Im Jahre 1980 engagierte die Metropolitan Opera Alden als Ersatz für den verstorbenen Herbert Graf für die Neuproduktion von Wozzeck sowie für die Wiederaufnahmen 1985 und 1988. John Rockwell schrieb damals in der New York Times: „Aldens Inszenierung steht in der Tradition expressionistischer Filme wie Das Cabinet des Dr. Caligari, voller kahler Umrisse und torkelnder Zombies.“

## English National Opera
1984 wurde der frühere künstlerische Leiter des Chicago Symphony Orchestra Peter Jonas zum Intendanten der English National Opera berufen. Gemeinsam mit dem Chefdirigenten Mark Elder und dem Chefregisseur David Pountney begann Jonas die sogenannte „Kraftwerk-Ära“ („powerhouse years“) an der English National Opera mit modernen Inszenierungen klassischer Stücke und Produktionen von Auftragswerken. Eine kontrovers diskutierte David-Alden-Inszenierung von Mazeppa (Tschaikowskij) wurde gleich im ersten Jahr der Jonas-Intendanz zum Aushängeschild der neuen Spielplanpolitik. Am Ende des zweiten Aktes, wenn der Held Kotschubej und sein Freund Iskra zur Hinrichtung geführt werden, schockierte Alden das Publikum mit einem grausigen Kettensägen-Massaker, so dass sich die gesamte Produktion im Bewusstsein des Londoner Opernpublikums als „Kettensägen-Mazeppa“ einprägte und „eine Art Stenogramm für das gesamte Jonas-Projekt wurde – brutal, kompromisslos, ein Muss, der ultimative ‚succès de scandale‘“.
Im Laufe der folgenden Jahre spielte Alden weiterhin die Rolle des Provokateurs mit vielen Produktionen an der English National Opera wie u. a. Simon Boccanegra, Un ballo in maschera, Ariodante (Händel), La damnation de Faust (Berlioz) und Tristan und Isolde. Seine Jenůfa-Inszenierung von 2006 gewann einen Laurence Olivier Award als beste neue Opernproduktion.

## Bayerische Staatsoper
Während der Intendanz Peter Jonas’ an der Bayerischen Staatsoper 1993–2006 war David Alden ständiger Gast in München. Zu seinen dortigen zahlreichen Produktionen zählt eine Reihe von Händel-Opern (Ariodante, Orlando, Rinaldo und Rodelinda), ferner L’incoronazione di Poppea und Il ritorno d’Ulisse in patria von Claudio Monteverdi, von Richard Wagner der Tannhäuser und der Ring des Nibelungen; La Calisto von Francesco Cavalli, Giuseppe Verdis La forza del destino, Pique Dame von Peter Tschaikowsky sowie Lulu von Alban Berg.
Zu den Münchner Opernfestspielen 2006 nahm die Staatsoper acht dieser Produktionen wieder ins Programm. Außerdem wurde David Alden ein spezieller Bayerischer Theaterpreis für die Gesamtheit seiner Münchner Produktionen verliehen.

## De Nederlandse Opera
Im Jahr 2009 inszenierte Alden Francesco Cavallis Ercole amante für De Nederlandse Opera in Amsterdam und erntete viel Beifall der Kritiker. Mit demselben künstlerischen Team inszenierte er dort 2012 Händels Deidamia, 2013 folgten Wagners Meistersinger.